# راس الغول (مسلسل)
راس الغول هو مسلسل مصري، صدر في 6 يونيو 2016.

## قصة المسلسل
درويش رجل ستيني ذو تاريخ غامض لا أحد يعرفه، يمتلك محل ألعاب فيديو جيم «سايبر» في إحدى المناطق الشعبية في الأسكندرية، يفاجأ أن أحد العاملين معه في المحل قام بشراء جهاز آيباد مسروق، ثم يكتشف درويش أن الجهاز يخص وزيرة الصحة فيحاول جاهداً أن يعيد الجهاز لصاحبته «وزيرة الصحة»، لكنه يتورط في الكثير من المشاكل في رحلته لإعادة الجهاز وبسبب معلومات سرية على الجهاز، فيقرر أن يهرب من كل تلك المشاكل ولكنه يواجه مشاكل أخرى وهي مخاوفه من ماضية.

## طاقم العمل

### تمثيل
| - محمود عبد العزيز: فضل الغول / درويش الكتيان - ميرفت أمين: نعمة - ضيفة شرف - فاروق الفيشاوي: أمجد الديب / زهير الملاح - لقاء الخميسي: نهلة بنت الوزيرة - رامي وحيد: مقدم كريم زلط - محمد شاهين: حازم زوج نهلة - بيومي فؤاد: ماهر الدغش - محمد عادل: الرائد أشرف - مصطفى أبو سريع: شهاب | - صبري عبد المنعم: منتصر مساعد وزيرة الصحه - سناء شافع: اللواء شوقي - محمد محمود: خليفه التاتش - سمير العصفوري: بهجت بك - عمرو مهدي: ادهم القصاص - مظهر أبو النجا: نبوي - أحمد جمال سعيد: الدكتور زين السعدي - ياسمين كساب: مروة زوجه فؤاد - هند عبد الحليم: سلوى | - رامي الطمباري: ضابط - إسماعيل فرغلي: الامين خضر - شريف العجمي: باشمهندس طارق - إسماعيل شرف: فهيم - تامر كرم: غرزة - عبير محمود: عفاف زوجة خليفه - كريم خطاب: طبيب - علي حمدي: الرائد عصام خطاب ابن اخت اللواء شوقى - هبة عبد الغني: ريهام | - منير يوسف: بتاح - مي دياب: معجزة - محمد خطاب: فؤاد - محمد الشقنقيري: حسام عقرب - ضيف شرف - دوللي شاهين: دكتورة الين خباص - بوسي: نرجس - ضيفة شرف - عماد محرم: فريد - ضيف شرف - ناهد رشدي: ناديه أبو العزم - ضيفة شرف - فؤاد شرف الدين: مسيو أسعد - ضيف شرف |

إشترك في التمثيل
| - بهجت عدلي - مصطفى منصور - حسن حسن حسني - محمد فتحي - مجدي شكري: عبد العظيم سكرتير المُحافظ - هاني إبراهيم: رجب - أشرف صالح - عواطف حلمي - تامر نبيل - مصرية بكر - ممدوح صالح - جمال فرج - خالد عمارة - شيماء عصمت - عيد أبو الحمد | - خالد محروس - محمد الشناوي - إبراهيم امام - أحمد مصطفى - عبد المنعم المرصفي - فاطمة كشري: والدة ماهر الدغش - زكي لوجو - أحمد فؤاد - محمد عبد الهادي - محمد صبرى - أميرة جويدة - محمد فايد - أسامة طراف - انتصار حسن - محمد دياب | - سلوى عاطف - أبيدو: طفل - أشرف شاكر - مجدي توفيق: مدير المستشفى - إبراهيم أبو عوف: صاحب محل الموبيلات - سيد الأباصيري - سعيد عبد النعيم - إبراهيم رضوان - أشرف بوزيشن - أحمد سمير - فريال عبد الوهاب - عبد الرؤوف الجندي - ضياء عقرب - زناتي حسني - مختار محمود | - محمود صبري - كارولين كمال - شريف رواش: ممثل عماد الصحفى - محمد شيرين - مروة عاطف - سراج الدالي - طارق راتب - محمد جمال قلبظ - محمود الباز: مصطفى خطيب سلوى الصحفية - حسن عبد الرازق - عمرو إسماعيل - بدوي - أحمد صبري - محمد سليمان - براء عسل | - سلمى أشرف: طفلة - محمد حمدي - أحمد الكسار - محمد قريش - حسام إمام - محمد القوطي - علي الشامل - أحمد النمراوي - حسني موسى - كريم حمدي - ريم التوني - دينا عبد العزيز - محمود سعيد شعبان: طفل - هادي نيازي - محمد سعيد عبودة |

- المذيعين: خيري حسن - حسان بشير - محمد ترك - سماح سمير - هبة عبد الجواد

### إداريون
| - أحمد سمير فرج: مخرج - محمد محمود عبد العزيز - ريمون مقار: منتج - إلهامي مقار - كريم محمود عبد العزيز - شادي مقار: إشراف عام على الإنتاج - مارك نوتكينز: مدير التصوير - يحيى عباس: كاميرا مان - نور الله النوبي - حامد عبد التواب: فوكس بولر - وليد جاد: جافر - مي جلال: إستايلست - فوزي العوامري - هاني صلاح: مهندس ديكور - ميرا بديع: مهندس ديكور مساعد - نادر حمدي: الموسيقى التصويرية - أيمن بهجت قمر: كلمات - وليد سعد: ألحان | - توما: التوزيع الموسيقي - أحمد زعيم: غناء - جمعة عبد اللطيف - أيمن داوود: مهندس الصوت - دارين حسام: مكساج - محمد عبد الحميد - إبراهيم عبد العزيز: مونتاج صوت - مصطفى عماد - أحمد عبد الله: مساعد مونتاج - نسرين فهيم: مونتاج - ميودراج بوبوفيتش: كولوريست - محمد طنطاوي: مشرف في اف اكس - أحمد رفعت: مخبر إبداع - روبرت فاروق: منتج منفذ | - جورج عادل: workflow supervisor - هيثم دهب: كوافير - إيهاب محروس: ماكيير - إبراهيم موريس: المدير المالي للمجموعة - جون عاطف: مدير الحسابات - مينا ملاك: المندوب المالي - مينا سامي - فرج الفريد - أندرو منير: محاسبين - إسلام الغزولي: إستشارات قانونية - الصحفي أحمد الهواري: مدير المكتب الإعلامي - محمود عبد الواحد: مدير إدارة الهندسة والمتابعة | - سيف رشيد - خالد رمضان: مدير إنتاج - عوف عبد الرحمن: مدير الإنتاج - جمال خزيم: مساعد مخرج أول - إسلام عبد المعطي: سكريبت حركة - هانيا مصطفى - أحمد سلطان - أسيا منيب أبو عصب: مساعدوا الإخراج - محمد ماهر عبد الرحمن: مدير إدارة الإنتاج - هشام فتحي: مخرج منفذ - سيف يوسف: منتج فني - غزال الشال: منتج فني - مجموعة فنون مصر للإنتاج والتوزيع: منتج وموزع - وائل حمدي: مؤلف - شريف بدر الدين: مؤلف |

## وصلات خارجية
- تتر مسلسل راس الغول على يوتيوب
- تتر نهاية راس الغول على يوتيوب
- صفحة المسلسل «رأس الغول» على «ماي واتش لست» MyWatchList.net
- صفحة المسلسل على «السينما.كوم»
- Ras Al Ghoul Series | مسلسل راس الغول على موقع اليوتيوب